# يان بيتر بريمر
يان بيتر بريمر Jan Peter Bremer (ولدت في حي شارلوتنبورج في برلين في 16 فبراير 1965) هو كاتب روائي وقصصي ألماني.

## حياته
ولد يان بيتر بريمر في حي شارلوتنبورج أحد أحياء مدينة برلين, وهو ابن الرسام أوفه بريمر Uwe Bremer. وفي عام 1970 انتقلت الأسرة للعيش في قرية جيمزه غومرسباخ في منطقة لوشوف داننبرج. وبعد حصوله على الشهادة الثانوية في عام 1985, عاد إلى مدينة برلين حيث امتهن العديد من الوظائف, وبدأ ينشر كتاباته الأدبية.

## الأسلوب الأدبي
ويستخدم يان بيتر بريمر في كتاباته الأسلوب المقتضب في السرد والانتقال بين المعاني, ويجنح بكثرة إلى الصور البيانية الغرائبية. نلاحظ في كتاباته التأثر الواضح بكتابات فرانتس كافكا وروبرت فالزر.

## جوائز حصل عليها
حصل يان بيتر بريمر على العديد من الجوائز الأدبية, منها جائزة إنجيبورج باخمان في عام 1996.

## من أعماله
- إلى البعيد 1987
- قصر في الحقيبة 1992
- الأمير يتحدث 1996
- حياة صامتة 2006

## روابط خارجية
- يان بيتر بريمر على موقع مونزينجر (الألمانية)